# Фалькенфельд, Генрих
Генрих Куммер фон Фалькенфельд (нем. Heinrich Freiherr Kummer von Falkenfeld; 22 апреля 1852, Прессбург — 8 декабря 1929, Зальцбург) — австро-венгерский военный деятель, генерал кавалерии.

## Биография
Посещал Терезианскую академию. С 1894 по 1900 год служил начальником Генерального штаба и командиром 10-го корпуса. 1 мая 1900 года был произведен в генерал-майоры, а 1 мая 1905 года — в фельдмаршал-лейтенанты, и до 1910 года был командиром 19-ой пехотной дивизии в Пльзени. 1 мая 1910 года дослужился до генерала кавалерии и принял командование 10-м корпусом в Перемышле. 
В начале Первой мировой войны в районе Сандомира командовал армейской группой на Восточном фронте. 16 августа 1914 года его группа, состоявшая из соединений ландвера, вышла на рубеж Нове-Бжеско-Мехов и установила связь с наступавшим на Петрикау силезским корпусом ландвера под командованием генерала фон Войрша. После группа Фалькенфельда прикрывала наступление 1-й армии Данкля во время битвы при Краснике на западном берегу Вислы. После поражения австро-венгерских войск в Галиции и потери Лемберга его армейская группа 12 сентября была расформирована, а он сам был переведён в военное министерство. 1 августа 1916 года был уволен с военной службы.